# Marathon van Hamburg 2011
De marathon van Hamburg 2011 werd gelopen op zondag 22 mei 2011. Het was de 26e editie van deze marathon.
Bij de mannen won de Ethiopiër Gudisa Shentema de wedstrijd met een tijd van 2:11.03. Zijn landgenote Fatuma Sado won bij de vrouwen in 2:28.30.
In totaal finishten er 11.185 marathonlopers, waarvan 8914 mannen en 2271 vrouwen.

## Uitslagen
| rang   | naam                 | land | tijd    |
| ------ | -------------------- | ---- | ------- |
| Goud   | Gudisa Shentema      | ETH  | 2:11.03 |
| Zilver | Laban Kipkemboi      | KEN  | 2:11.18 |
| Brons  | Johnstone Kibet      | KEN  | 2:11.27 |
| 4      | Bellor Yator         | QAT  | 2:11.30 |
| 5      | Solomon Tsige        | ETH  | 2:15.37 |
| 6      | Nicholas Kiprono     | UGA  | 2:15.58 |
| 7      | Ezekiel Kimutai      | KEN  | 2:17.52 |
| 8      | Stefan Koch          | GER  | 2:20.39 |
| 9      | Dabaya Badhaso       | NOR  | 2:21.50 |
| 10     | Øystein Sylta        | NOR  | 2:22.14 |
| 11     | Manuel Meyer         | GER  | 2:23.50 |
| 12     | Florian Neuschwander | GER  | 2:24.11 |
| 14     | Andreas Sterzinger   | GER  | 2:26.52 |
| 15     | Christoph Seiler     | SUI  | 2:27.38 |
| 16     | Andre Collet         | GER  | 2:27.42 |
| 17     | Philipp Nawrocki     | GER  | 2:28.02 |
| 20     | Ulrich Benz          | GER  | 2:29.43 |
| 25     | Markus Meissgeier    | GER  | 2:32.04 |

### Vrouwen
| rang   | naam                       | land | tijd    |
| ------ | -------------------------- | ---- | ------- |
| Goud   | Fatuma Sado                | ETH  | 2:28.30 |
| Zilver | Halima Beriso              | ETH  | 2:32.42 |
| Brons  | Joyce Kandie               | KEN  | 2:33.05 |
| 4      | Maria-Elena Espeso         | ESP  | 2:36.46 |
| 5      | Irina Privalova            | RUS  | 2:38.09 |
| 6      | Rose Cherotich             | KEN  | 2:39.40 |
| 7      | Ayelu Lemma                | ETH  | 2:39.42 |
| 8      | Kjersti-Karoline Danielsen | NOR  | 2:40.31 |
| 9      | Eleni Medhin               | ETH  | 2:42.53 |
| 10     | Hellen Kimutai             | KEN  | 2:48.08 |
| 14     | Fakja Hoffmann             | GER  | 2:53.18 |
| 15     | Bianca Meyer               | GER  | 2:53.40 |
| 18     | Kerstin Steg               | GER  | 2:55.08 |
| 20     | Birgit Bohn                | GER  | 2:55.14 |
| 21     | Anne-Jorunn Hodne          | NOR  | 2:55.16 |
| 22     | Cornelia Schindler         | GER  | 2:56.24 |
| 23     | Karen Paysen               | GER  | 2:56.32 |
| 25     | Sylvie Tramoy              | FRA  | 2:57.34 |

1986 · 1987 · 1988 · 1989 · 1990 · 1991 · 1992 · 1993 · 1994 · 1995 · 1996 · 1997 · 1998 · 1999 · 2000 · 2001 · 2002 · 2003 · 2004 · 2005 · 2006 · 2007 · 2008 · 2009 · 2010 · 2011 · 2012 · 2013 · 2014 · 2015 · 2016 · 2017